# Ласточкин, Михаил Иванович
Михаил Иванович Ласточкин (22 сентября 1922, д. Булатово, Калужская губерния — 20 апреля 2000, Москва) — русский, советский скульптор, член Союза художников СССР

## Биография
Родился 22 сентября 1922 года (по паспорту) в деревне Булатово Дороховской волости (Медынский уезд Калужской губернии, ныне входит в Износковский район Калужской области). Точная дата рождения неизвестна.
Вскоре семья переехала в село Кондрово (в настоящее время город в Калужской области), где прошли его школьные годы.
Еще в детстве начал увлекаться живописью и лепкой. Вылепил из глины портреты отца, матери, работника Кондровского бумажного комбината И. Пронина. В 1940 году две его работы были представлены на выставке в Смоленске и на Всесоюзной сельскохозяйственной выставке в Москве.
С 1941 по 1945 служил пулеметчиком в составе пограничных войск. Имеет звание старший сержант. Удостоен орденов Отечественной войны I и II степеней, нескольких медалей. 
С 1944 года - член ВКП(б).
В 1945 году поступил в Московский институт прикладного и декоративного искусства. Учился у С. Алешина, Е. Белашовой, А. Дейнеки. Окончил институт в 1951 году. Его дипломная работа — скульптура К. Э. Циолковского — получила высшую оценку и экспонировалась на Всесоюзной художественной выставке, а потом была подарена Калуге. Сейчас находится в доме-музее К. Э. Циолковского в Калуге.
С 1951 года участвовал в выставках.
В 1956 году принят в члены МОССХ.
В 1967, 1970, 1979 состоялись персональные выставки в Коломне, Калуге и Москве.
Художник создал большую серию портретов знаменитых калужан: Героев Советского Союза М. Гурьянова, И. Лакеева, А. Алешина, Дмитрия и Якова Луканиных, А. Лапшова, Героев Социалистического Труда: П.Балабаевой, А. Розмаховой, А.Волхонской, А. Разуваевой, слесаря-инструментальщика В. Аманшина, председателя колхоза Г. Сонина, заслуженного врача РСФСР Г. Гейне и др.
Значительную часть творчества скульптор посвятил образу В. И. Ленина.
Награждён дипломами СХ СССР, СХ РСФСР, МОСХ РСФСР.
В 1988 году М. И. Ласточкину было присвоено звание Почётного гражданина города Кондрово.
Умер 20 апреля 2000 года, похоронен в Москве на Ваганьковском кладбище.

## Творчество
- Скульптура К. Э. Циолковского в доме-музее Циолковского в Калуге

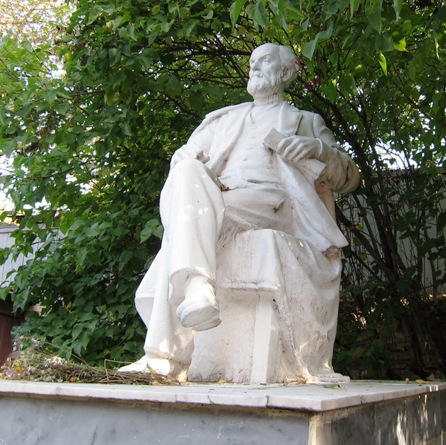
Памятник К. Э. Циолковскому во дворе Дома-музея в Калуге. Скульптор М. И. Ласточкин

- Памятник М. А. Гурьянову в городе Жуков Калужской области
- Памятник А. В. Лапшову в селе Ульяново
- Памятник В. И. Ленину в Бресте
- Памятник В. И. Ленину в Северодонецке Луганской области, Украина (демонтирован 23 августа 2014 года.)
- Памятник В. И. Ленину в Кисловодске
- Памятник В. И. Ленину в Калуге на Московской улице.
- Памятник В. И. Ленину в поселке Вербовский Муромского района Владимирской области
- Памятник В. И. Ленину в ЗАТО Трехгорный, Катав-Ивановский район, Челябинская область
- Памятник В. И. Ленину в посёлке Коноша Архангельской области
- Памятник В. И. Ленину на площади Ленина, в городе Воскресенск, Московской области
- Памятник В. И. Ленину в городе Белая Церковь, Киевской области. (демонтирован в 1983 году)
- Бюст Р. Э. Классона на территории ГРЭС-3 в Электрогорске Московской области
- Бюст К. Э. Циолковского в Музее К. Э. Циолковского образовательного учреждения ГБОУ СОШ № 521 города Санкт-Петербурга
- Скульптурный портрет А. П. Кибальникова. Находится в творческой мастерской академика РАХ Л. Н. Матюшина.

Также работы Ласточкина находятся в Центральном музее Вооруженных Сил, Музее Войск противовоздушной обороны, художественных музеях Калуги, Тулы и Коломны.